# Castellnou de Bassella
Castellnou de Bassella – miejscowość w Hiszpanii, w Katalonii, w prowincji Lleida, w comarce Alt Urgell, w gminie Bassella.
Według danych INE w 2020 roku liczyła 4 mieszkańców – 3 mężczyzn i 1 kobietę. 